# Újhold zenekar
Az Újhold egy versmegzenésítő zenekar, melyet Krasznahorkai László magyartanár alapított 2011-ben.

## Története
Krasznahorkai már a kilencvenes években játszott dark, illetve alternatív rock zenekarokban, a Holt költők társaságában, majd a Kazincbarcikán alakult Szabad Európa Rádió nevű zenekarban. Az Újhold (mely utalás az irodalmi folyóiratra is) az ötletadó, zenekarvezető Krasznahorkain (ének, gitár) kívül Hellenpárt György billentyűsből és a 2012-ben megszűnt SZER (Szabad Európa Rádió zenekar) néhány volt tagjából, Takács Márton dobosból és Lakner Ádám basszusgitárosból áll teljes felállásban, de gyakran Krasznahorkai Hellenpárttal duóban lép fel Újhold néven. Leginkább művelődési házakban, iskolai rendezvényeken és fesztiválokon lépnek fel, de játszottak már az A38-as hajón, valamint a Gödör Klubban.

## Zenekartagok
- Krasznahorkai László -- ének, gitár
- Hellenpárt György -- billentyűk
- Puskás Tibor - dob (Nulladik Változat)
- Markovics András - basszusgitár